# Рувубу
Рувубу (свах. Ruvubu, Ruvuvu), такође и Рувуву је река у централном делу Африке у Бурундију. Извире у северном делу Бурундија близу града Кајанза. Дугачка је око 300 km и тече ка југу до града Китега, где прима притоку Лувиронзу, најудаљенију саставницу Нила. Одатле наставља ка североистоку све до границе са Танзанијом, где се мало након преласка на њену територију улива у Кагеру.